# Pokróvskoie (Daguestan)
|  | Per a altres significats, vegeu «Pokróvskoie». |

Pokróvskoie (en rus: Покровское) és un poble de la república del Daguestan, a Rússia. Segons el cens del 2010 tenia 4.122 habitants.